# Liste dänischer Komponisten klassischer Musik
Diese Liste enthält bekannte dänische Komponisten der klassischen Musik.
- Hans Abrahamsen (* 1952)
- Rudolph Bay (1791–1856)
- Viktor Bendix (1851–1926)
- Jørgen Bentzon (1897–1951)
- Niels Viggo Bentzon (1919–2000)
- Andreas Peter Berggreen (1801–1880)
- Rudolph Bergh (1859–1924)
- Hakon Børresen (1876–1954)
- Axel Borup-Jørgensen (1924–2012)
- Ivar Fredrik Bredal (1800–1864)
- Nancy Dalberg (1881–1949)
- Søren Nils Eichberg (* 1973)
- August Enna (1859–1939)
- Niels Wilhelm Gade (1817–1890)
- Louis Glass (1864–1936)
- Peder Gram (1881–1956)
- Lars Graugaard (* 1957)
- Pelle Gudmundsen-Holmgreen (1932–2016)
- Asger Hamerik (1843–1923)
- Ebbe Hamerik (1898–1951)
- Emil Hartmann (1836–1898)
- Johann Ernst Hartmann (1726–1793)
- Johann Peter Emilius Hartmann (1805–1900)
- Peter Heise (1830–1879)
- Finn Høffding (1899–1997)
- Vagn Holmboe (1909–1996)
- Bo Holten (* 1948)
- Jørgen Jersild (1913–2004)
- Paul von Klenau (1883–1946)
- Herman David Koppel (1908–1998)
- Friedrich Kuhlau (1786–1832)
- Peter Erasmus Lange-Müller (1850–1926)
- Rued Langgaard (1893–1952)
- Hans Christian Lumbye (1810–1874)
- Jan Maegaard (1926–2012)
- Frederik Magle (* 1977)
- Otto Malling (1848–1915)
- Franz Xaver Neruda (1843–1915)
- Carl Nielsen (1865–1931)
- Svend Nielsen (* 1937)
- Svend Hvidtfelt Nielsen (* 1958)
- Tage Nielsen (1929–2003)
- Ludolf Nielsen (1876–1939)
- Per Nørgård (1932–2025)
- Ib Nørholm (1931–2019)
- Mogens Pedersen (≈1585–1623)
- Karl Aage Rasmussen (* 1947)
- Knudåge Riisager (1897–1974)
- Poul Ruders (* 1949)
- Johann Adolf Scheibe (1708–1776)
- Poul Schierbeck (1888–1949)
- Ludvig Schytte (1848–1909)
- Hilda Sehested (1858–1936)
- Richard Sennels (1912–2006)
- Bent Sørensen (* 1958)
- Simon Steen-Andersen (* 1976)
- Svend Erik Tarp (1908–1994)
- Christoph Ernst Friedrich Weyse (1774–1842)
- August Winding (1835–1899)